# Naranjos, Naranjos Amatlán
Naranjos är en ort i Mexiko.   Den ligger i kommunen Naranjos Amatlán och delstaten Veracruz, i den sydöstra delen av landet, 260 km nordost om huvudstaden Mexico City. Naranjos ligger 62 meter över havet och antalet invånare är 19 689.
Terrängen runt Naranjos är huvudsakligen platt, men åt nordost är den kuperad. Runt Naranjos är det ganska tätbefolkat, med 179 invånare per kvadratkilometer. Naranjos är det största samhället i trakten. Trakten runt Naranjos består till största delen av jordbruksmark.